# Pascal Chanteur
Pascal Chanteur (Saint-Denis, 9 febbraio 1968) è un ex ciclista su strada francese.

## Palmarès

### Strada
- 1990 (Dilettanti, quattro vittorie)

4ª tappa Ronde de l'Oise
4ª tappa Tour du Hainaut (Rochefort > Claire Fontaine)
Classifica generale Tour du Hainaut
Grand Prix de la Somme
- 1992 (Dilettanti, due vittorie)

3ª tappa Tour du Loir-et-Cher
Parigi-Roubaix Espoirs
- 1993 (Chazal-Vetta, una vittoria)

6ª tappa Tour du Poitou-Charentes (La Roche-Posay > Poitiers)
- 1996 (Petit Casino-C'est votre Equipe, una vittoria)

Bol d'Air Creusois
- 1997 (Casino-C'est votre Equipe, una vittoria)

3ª tappa Parigi-Nizza (Montluçon > Clermont-Ferrand)
- 1998 (Casino-AG2R, tre vittorie)

Trofeo Laigueglia
Classifica generale Volta a la Comunitat Valenciana
Grand Prix de la Ville de Rennes
- 1999 (Casino-AG2R, una vittoria)

La Côte Picarde

#### Altri successi
- 1997 (Casino-C'est votre Equipe)

Bordeaux-Caudéran
- 1998 (Casino-AG2R)

Classifica scalatori Tour Méditerranéen

## Piazzamenti

### Grandi Giri
- Tour de France

1993: 75º
1994: 81º
1997: 26º
1998: 35º
1999: 91º
2000: 69º
2001: 114º
- Vuelta a España

1995: 85º
1996: 21º
1997: ritirato (6ª tappa)
1998: 47º

### Classiche monumento
- Milano-Sanremo

1997: 35º
1998: 129º
1999: 49º
2000: 32º
- Parigi-Roubaix

1993: 29º
2001: ritirato
- Liegi-Bastogne-Liegi

1999: 37º
2001: ritirato

### Competizioni mondiali
- Campionati del mondo

Lugano 1996 - In linea Elite: ritirato
Valkenburg 1998 - In linea Elite: 56º